# Maena
Maena (auch mena, altgriechisch μαίνη maine, dazu das Diminutiv μαινίς mainis, außerdem μαινομένη mainomene und μαινομένια mainomenia) war in der Antike ein kleiner Meeresfisch, der eingesalzen wurde. Er galt als einfache Speise, die sich auch Arme leisten konnten. Er diente aber auch als Opfer für die (unterirdischen) Götter und spielt eine Rolle an einer zentralen Stelle der römischen Sage.
Es ist jene Geschichte, in der Numa Pompilius, der sagenhafte König der römischen Frühzeit, mit Hilfe von Picus und Faunus, zweier ländlicher Götter des Aventin, den Jupiter beschwört (eigentlich „herabzieht“).
Bei dieser Beschwörung verspricht Jupiter dem Numa, ihm anderen Tages Wahrzeichen künftiger römischer Weltherrschaft zu übergeben. Das geschieht auch, es ist das berühmte Ancile, das zusammen mit elf identischen Kopien in der Regia verwahrt werden sollte.
Zuvor hatte Numa aber wissen wollen, wie sich der schädliche Blitz abwenden lasse. Ovid liefert dazu in Buch III seiner Fasti einen fast scherzhaften Dialog. Jupiter antwortet nämlich, um den Blitz abzuwenden, müsse man
Jupiter: „… einen Kopf abschneiden“.

Numa: „Wir werden eine Zwiebel köpfen.“

Jupiter: „Eines Menschen …“

Numa: „… Haare werden wird dir opfern.“

Jupiter: „Einen lebendigen …“

Numa: „… Fisch geben wir gerne.“
Womit sich der oberste der Götter dann zufriedengibt. Ovid spricht an der Stelle nur allgemein von einem Fisch, die Parallelstelle bei Plutarch benennt aber Maena als die zu opfernde Art von Fisch.
Auch bei Valerius Antias werden als Mittel zur Blitzableitung Zwiebelknolle, eine lebende Maena und menschliches Haar benannt. Das gleichzeitige Verbrennen dieser drei Gegenstände war sicher geeignet, wenn nicht den Blitz, dann doch einiges andere zu vertreiben.
Dass es mit dieser Fischsorte eine besondere Bewandtnis hat, wird auch an anderer Stelle in Ovids Fasti erkennbar, dort ist nämlich eine Maena Teil eines veritablen Hexenrezepts, eines Rituals, das von der Tacita an den Feralia, dem römischen Totenfest, ausgeführt wird: Der Kopf einer Maena wird mit Pech beschmiert, mit einer Bronzenadel durchstochen und der Mund wird zugenäht. Der so präparierte Kopf wird anschließend geröstet und mit Opferwein abgelöscht, von dem die Teilnehmer des Rituales dazu reichlich trinken.

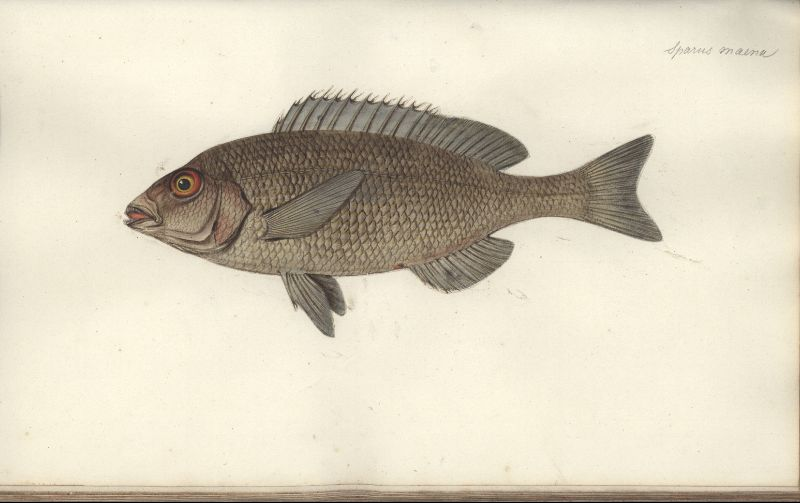
Spicara maena, der Meerscheißer

Die Bestimmung der konkreten Art bzw. Arten ist wie so häufig bei antiken Bezeichnungen für Tiere schwierig.
Eine Zusammenstellung neuzeitlicher griechischer Fischnamen identifiziert Maena als Spicara maena, eine Art, die zu den Schnauzenbrassen oder Laxierfischen gehört.
Die Bezeichnung Laxierfisch weist auf eine die Verdauung fördernde Wirkung hin. Tatsächlich kennt das Handwörterbuch des deutschen Aberglaubens den Fisch unter dem Namen „Meerscheißer“ und weiß außer dem Gebrauch zum Abwenden übler Nachrede im Altertum davon zu berichten, dass:

„Die saltzen von dem Meerscheißer ist bey etlichen nationen vil im brauch gewesen wider den roten schaden, hufftwe, alte schäden damit zu seubern. Item die saltzen mit stiergallen auff den nabel geschmieret bringt den stulgang. Die brüyen […] getruncken, vnd das fleisch gässen, purgiert, macht den bauchfluß vnd scheyßen, von welchen man inen iren namen gegeben hat.“

Außerdem soll der „Milchling“, das Männchen also, einen spezifisch widerlichen Geruch verströmt haben.
Dass ein Fisch mit derartigen Eigenschaften in Rom Teil der einfachen Küche gewesen sein soll, scheint erstaunlich. Man übersetzte daher Maena öfters mit „Sprotte“ oder noch allgemeiner als „Salzfisch“.
Auch wenn die Bestimmung der Maena als Laxierfisch nicht zutreffen sollte: Ein Hinweis ist, dass der Fisch erstens in Salz eingelegt und zweitens gehäutet werden konnte (oder musste). Zweites weiß man, da bei Plautus der Ausdruck deglupta maena ‚gehäutete Maena‘ als Schimpfwort überliefert ist.